# Iorgu Iordan

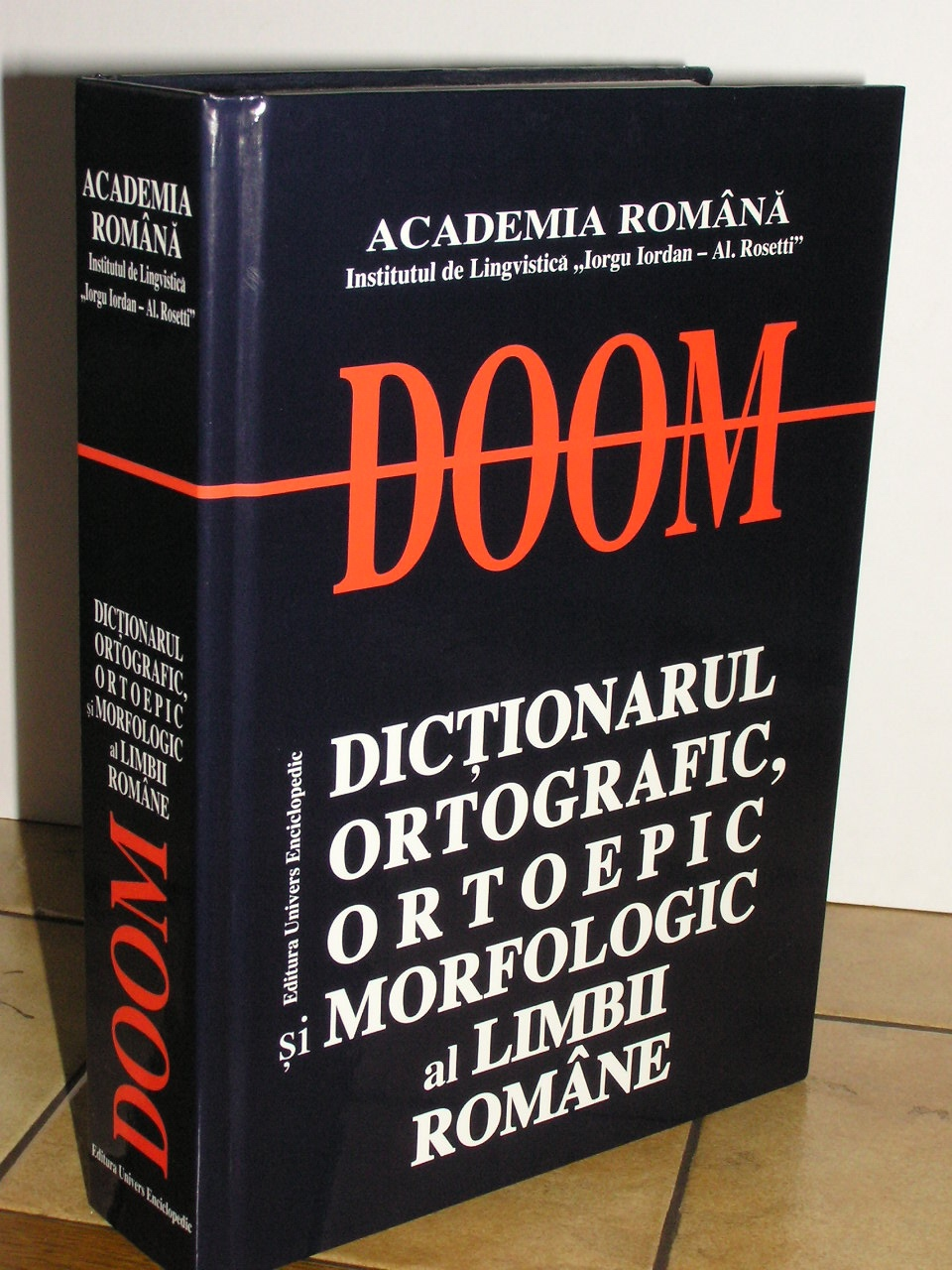
Diccionari publicat per l'Institut de Lingüística Iorgu Iordan - Alexandru Rosetti

Iorgu Iordan (Tecuci, 11 d'octubre de 1888 – Bucarest, 20 de setembre de 1986) fou un romanista i lingüista romanès, especialitzat en romanès i en lingüística romànica.

## Vida
Iordan va estudiar Filosofia i Lletres i Dret a Iași i després es va especialitzar a Berlin, Bonn, París, Florència i Roma. Va llegir la tesi doctoral el 1919, dirigida per Alexandru Philippide amb el títol Diftongarea lui e și o accentuaţi în pozițiile ă, e (Iași 1919; publicada el 1920). Després de ser professor d'ensenyament secundari, va ser professor de 1926 a 1946 a la Universitat de Iași; de 1946 a 1962 va ser professor de filologia romànica a la Universitat de Bucarest (del 1957 al 1958 també en fou rector). Va tenir una activitat política, des de 1945 fou membre del Partit Comunista Romanès, i de 1945 a 1947 fou ambaixador de Romania a Moscú.
Des de 1945 fou membre de l'Acadèmia Romanesa, de la qual fou també vicepresident de 1957 a 1966. Actualment l'Institut de Lingüística de l'Acadèmia, del qual fou president de 1949 a 1962, porta el seu nom i el d'Alexandru Rosetti. Iordan fou doctor honoris causa de la universitat Humboldt de Berlín, i de les de Montpeller, Gant i Roma. Des de 1975 fou membre corresponent de la Secció Filològica de l'IEC; també fou membre de les acadèmies de ciències de Leipzig, Berlín, Viena i Múnic.
A l'Acadèmia va publicar moltes obres instrumentals per al romanès Dicţionarul limbii române ("Diccionari de la llengua romanesa"), Micul Dicţionar Academic ("Diccionari abreujat de l'Acadèmia"), o Îndreptar ortografic, ortoepic şi de punctuaţie ("Normes ortogràfiques, ortoèpiques i de puntuació”).
Fou editor de les revistes Revue de linguistique (1956–1963) i Limba română (1964–1986).

## Obra

### Lingüística romànica
- Introducere în studiul limbilor romanice. Evoluția și starea actuală a lingvisticii romanice. Iași, Institutul de Filologie Română, 1932
- An introduction to romance linguistics. Its schools and scholars. Revised, translated and in parts recast by John Orr. London 1937 (reedició: An introduction to Romance linguistics. Translated, in parts augmented and revised by John Orr. With a supplement 'Thirty years on' by Rebecca Posner, Oxford 1970); traducció a l'italià: Introduzione alla linguistica romanza. Con una nota di D'Arco Silvio Avalle, Torí, 1973
- Einführung in die Geschichte und Methoden der romanischen Sprachwissenschaft. Ins Deutsche übertragen, ergänzt und teilweise neubearbeitet von Werner Bahner. Berlin 1962
- Lingvistica romanică. Evoluție. Curente. Metode. Bucarest Editura Academiei, 1962 (segona edició 1970); traducció a l'espanyol: Lingüística románica. Evolución-corrientes-métodos. Reelaboración parcial y notas de Manuel Alvar. Madrid 1967
- Crestomație romanică, 3 volums. Bucarest, Editura Academiei, 1962-1974 (editor)
- (amb Maria Manoliu Manea) Introducere în linguistica romanica. Bucarest Editura Didactică și Pedagogică, 1965 (traducció a l'espanyol: Manual de lingüística románica. Revisión, reelaboración parcial y notas por Manuel Alvar, 2 vol., Madrid 1972, 1980, 1989; traducció al portuguès: Introdução à linguistica românica, Lisboa 1973; traducció a l'italià: Linguistica romanza, Padua 1974

### Obra de tema romanès
- Rumänische Toponomastik, 2 volums. Bonn, 1924, 1926
- Istoria literaturii italiene. Iaşi, 1928
- Gramatica limbii române. Bucarest, 1937 (reedicions 1946, 2005)
- Limba română actuală. O gramatică a „greșelilor”. Iași: Institutul de Arte Grafice „Alexandru A. Terek”, 1943 (segona edició 1947)
- Stilistica limbii române. Bucarest: Institutul de Linguistică Română, 1944 (segona edició, Bucarest, Editura Științifică, 1975)
- Nume de locuri românești în Republica Popularâ Română. Bucarest, 1952
- Limba romînă contemporană. Bucarest: Editura Ministerului Învatamîntului, 1956
- Istoria limbii literare spaniole. Bucarest: Editura Didactică şi Pedagogică, 1963.
- Toponimia românească. Bucarest: Editura Academiei, 1963
- Lexicul limbii romîne. Bucarest, 1964
- (editor) Dicționarul limbii române. Serie nouă, M-Z. Bucarest, 1965–2005
- (amb Valeria Guțu Romalo i Alexandru Niculescu) Structura morfologică a limbii române contemporane. Bucarest, Editura Științifică, 1967
- Scrieri alese. Bucarest: Editura Academiei, 1968
- Alexandru I. Philippide. Bucarest: Editura Științifică, 1969
- (editor) Istoria sţiintelor in România. Linguistica. Bucarest, 1975
- Limba literară. Studii și articole. Craiova, 1977
- (amb Vladimir Robu) Limba română contemporană. Bucarest: Editura Didactică și Pedagogică, 1978
- Dicționar al numelor de familie românești. Bucarest: Editura Ştiinţifică şi Enciclopedică, 1983
- Istoria limbii române (Pe-nțelesul tuturora). Bucarest: Editura Științifică și Enciclopedică, 1983